# Nívar
Nívar è un comune spagnolo di 722 abitanti situato nella comunità autonoma dell'Andalusia.